# 3-甲基-1-戊醇
3-甲基-1-戊醇（英語：3-Methyl-1-pentanol，IUPAC名：3-methylpentan-1-ol）是一种伯醇类的有机化合物，存在于辣椒属的小米辣（Capsicum frutescens）。它可以通过2-甲基-1-丁醇和甲醛的反应产生。